# John Sebastian Miller
John Sebastian Miller, nato Johann Sebastian Müller (Norimberga, 1715 – 1792 circa), è stato un botanico e illustratore tedesco naturalizzato britannico, attivo a Londra e noto principalmente per la sua attività nell'illustrazione botanica.

## Biografia
Johann Sebastian Müller nasce a Norimberga, nell'allora Elettorato di Baviera, attorno al 1715. Già dalla gioventù mise a frutto le sue capacità grafiche, specializzando la sua attività come illustratore scientifico sotto la guida di Johann Christoph Weigel, rimanendo in patria fino al 1744, quando decide assieme al fratello Tobias, anch'esso illustratore nel campo dell'architettura, di trasferirsi in Inghilterra, dove rimase per il resto della sua vita. Lavorò assieme a Philip Miller del Chelsea Physic Garden.
Durante la sua attività di illustratore firmò i suoi primi lavori come J. S. Müller o J. S. Miller, ma dopo il 1760 usò la firma John Miller. Tra le sue opere si ricordano la serie in 20 parti dell'Illustratio Systematis Sexualis Linnaei (Illustrazione del sistema sessuale di Linneo), che ha contribuito a diffondere il lavoro di Linneo nei lettori in lingua inglese. Ha anche prodotto opere a più autori come Botanical Tables (1785), con John Stuart, III conte di Bute. Inoltre, dipinse paesaggi, che, così come alcune delle sue incisioni, espone con la Society of Arts e la Royal Academy of Arts dal 1762 al 1788. Si sposò due volte, avendo in tutto ventisette figli, due dei quali, John Frederick Miller e James Müller o Miller, seguirono le orme del padre diventando a loro volta illustratori.

## Opere
- The Figures of the most beautiful, useful, and uncommon plants (1760)
- Illustratio Systematis Sexualis Linnaei (1770-1777)
- Botanical Tables (1785)

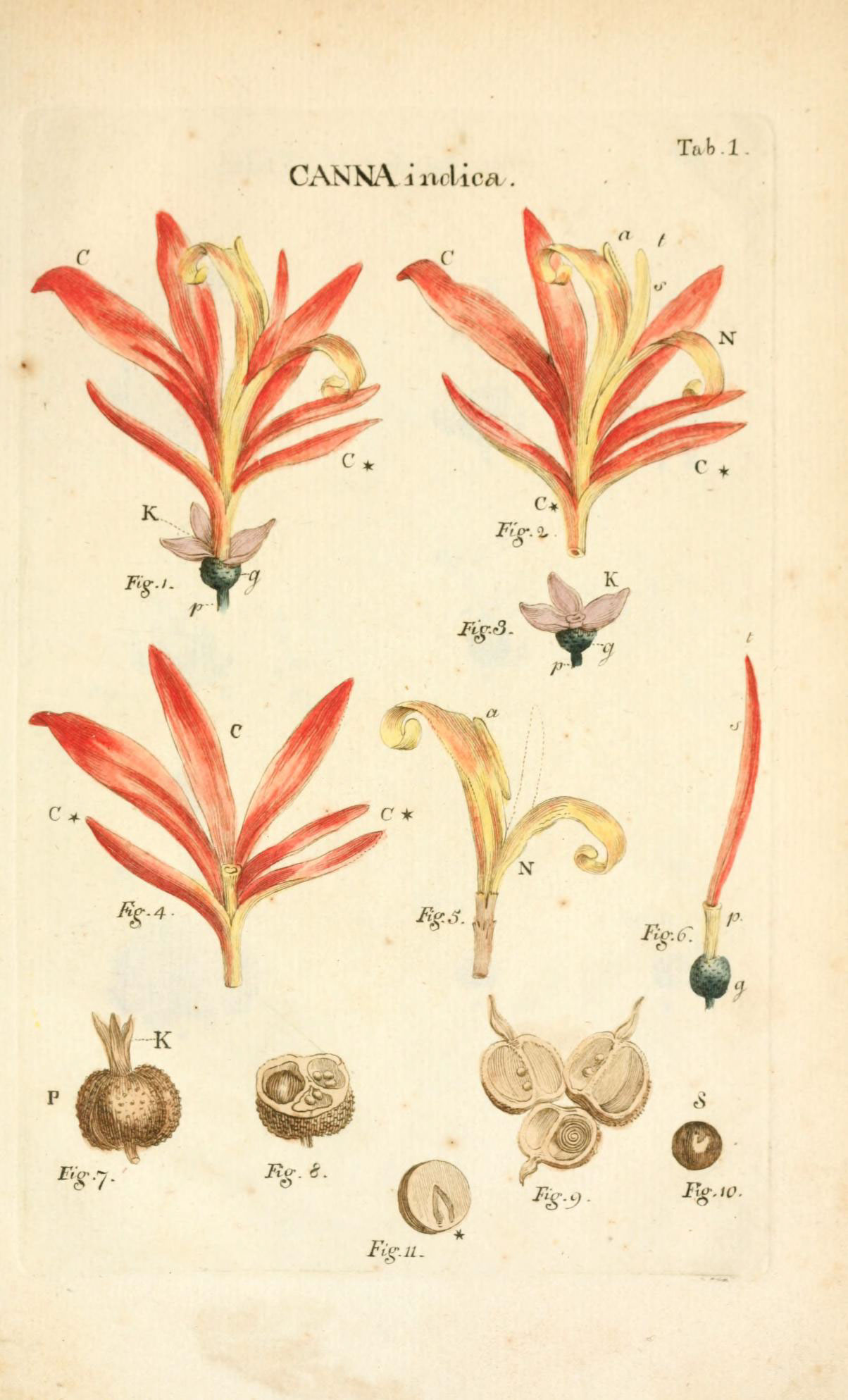
Canna indica da  Illustratio systematis sexualis Linnaeani
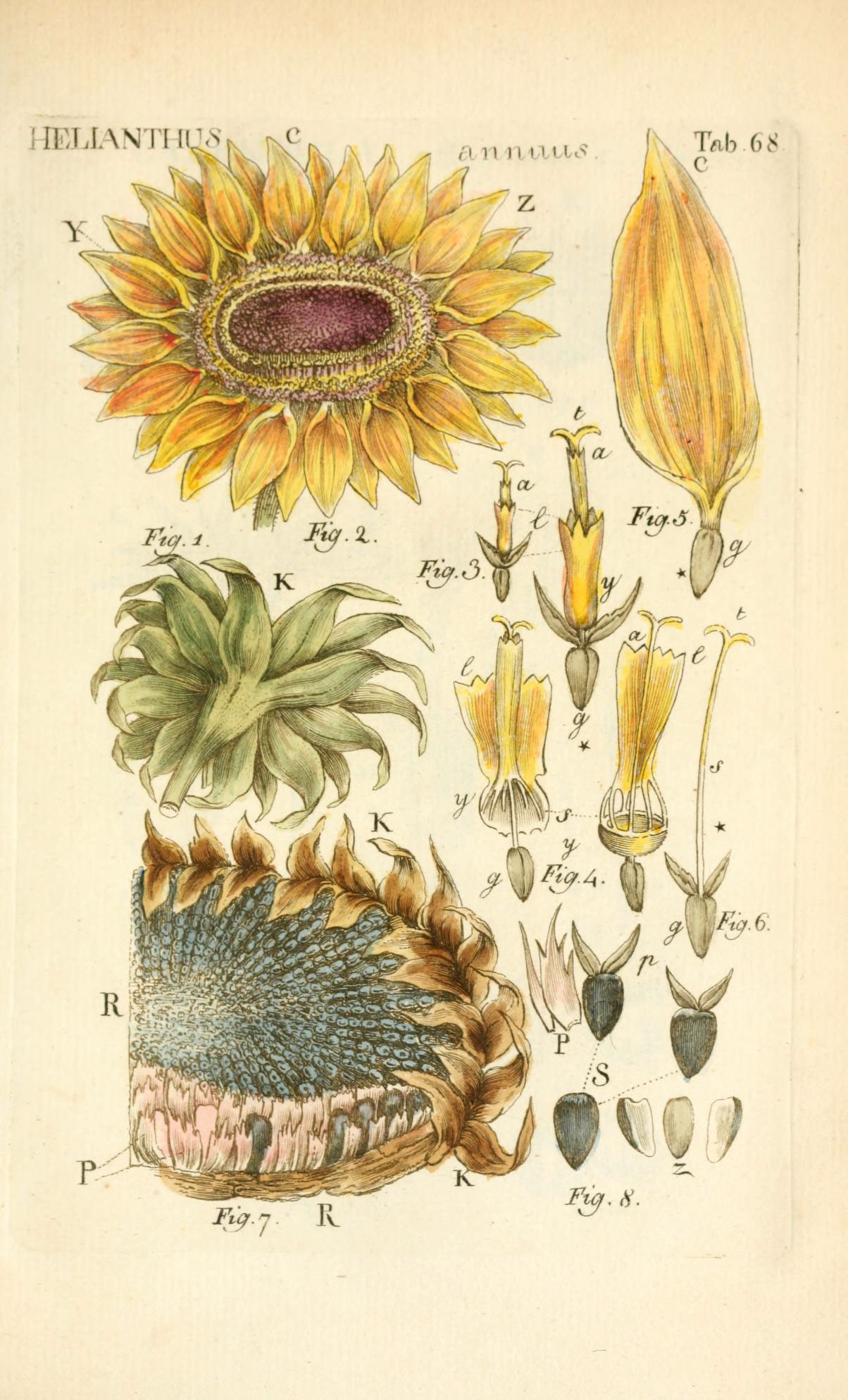
Helianthus annuus da  Illustratio systematis sexualis Linnaeani
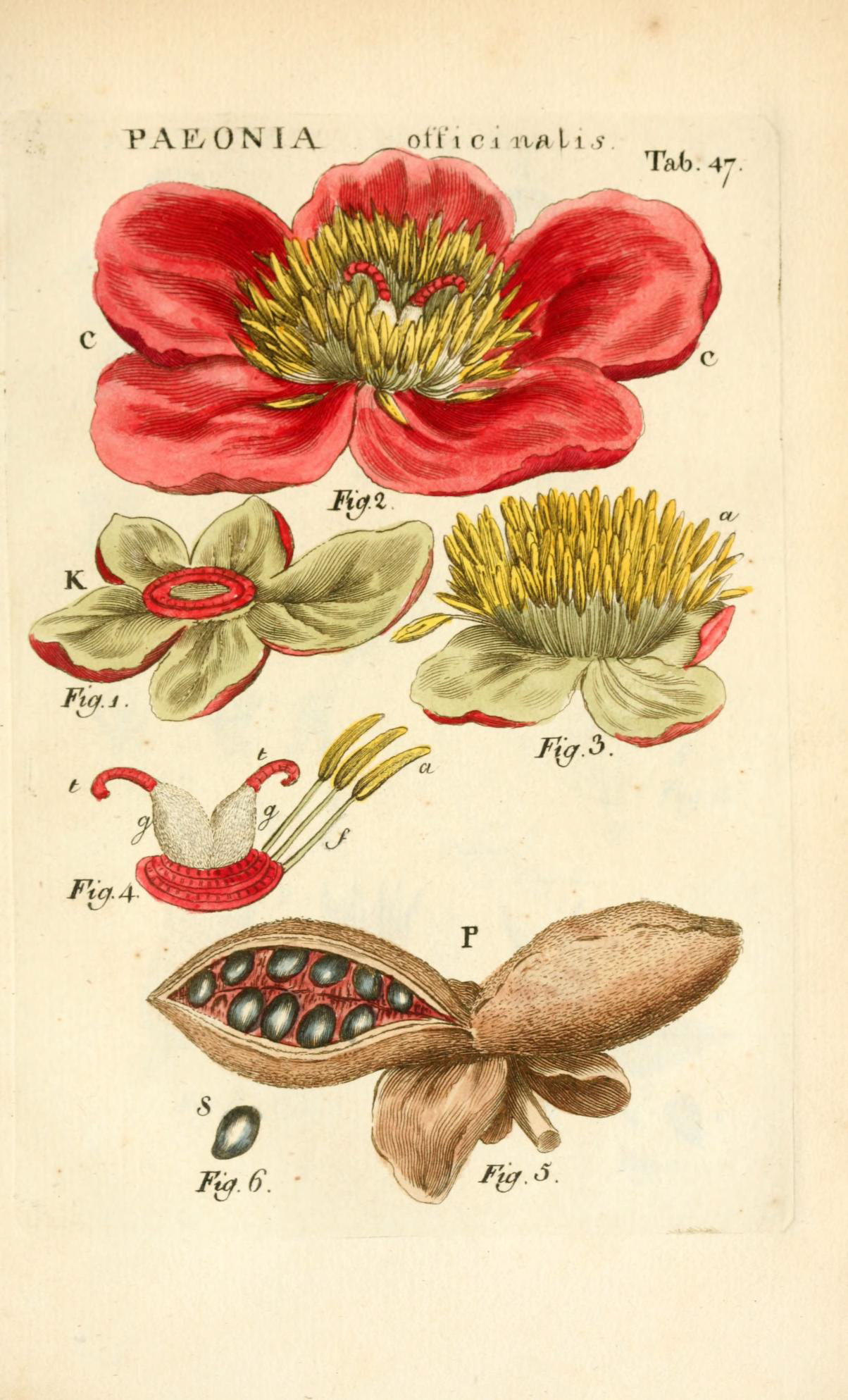
Paeonia officinalis da  Illustratio systematis sexualis Linnaeani
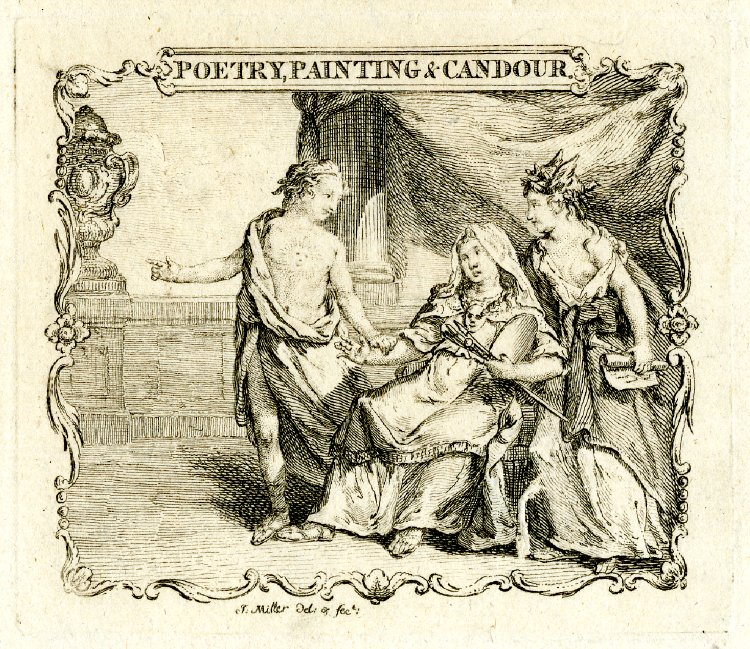
"Poetry, Painting & Candour"